# 우커시
우커시(중국어: 吳可熙, 병음: Wú KěXī, 한자음: 오가희, 1983년 2월 6일 ~ )는 중화민국의 배우이다.